# Berkau (Bismark)
Berkau ist Ortsteil und Ortschaft der Stadt Bismark (Altmark) im Landkreis Stendal in Sachsen-Anhalt.

## Geographie

### Lage
Berkau, ein Straßendorf mit Kirche, liegt 5 Kilometer südwestlich von Bismark und 25 Kilometer westlich der Kreisstadt Stendal im Zentrum der Altmark. Das flachwellige Gebiet um Berkau (bis 47 m ü. NHN) fällt nach Westen zur Milde und nach Süden zum Secantsgraben leicht ab. Im Norden des Dorfes fließt der Radegraben.
Nachbarorte sind Kremkau und Neuendorf am Damm im Westen, Karritz im Nordwesten, Poritz im Norden, Döllnitz und Bismark (Altmark) im Nordosten und Wartenberg im Osten.

### Ortschaftsgliederung
Zur Ortschaft Berkau gehören die Ortsteile Berkau und Wartenberg.

## Geschichte

### Mittelalter bis Neuzeit
Der Ort wurde 1238 erstmals als Berquide iuxta Calve erwähnt, als Graf Siegfried von Osterburg Dörfer und Besitz in der Altmark, mit denen er vorher vom St. Ludgerikloster Helmstedt belehnt worden war, dem Abt Gerhard von Werden und Helmstedt überschrieb. Im Jahr 1344 wurden die von Brandow mit Einnahmen aus dem Dorf berkowe belehnt. Im Landbuch der Mark Brandenburg von 1375 wird das Dorf als Berkowe und Berkow aufgeführt. Es umfasste 33 Hufen. Weitere Nennungen sind 1440 berkow, 1687 Berckow und 1804 Berckau, Berckow, Dorf und Gut mit 5 Leinewebern, einem Rademacher, einer Schmiede, einer Windmühle und Hopfenanbau.
1905 erbauten die Landwirte aus Berkau und Wartenberg eine Dampfmolkerei, die bis 1970 in Betrieb war. 1923 wurde eine Mühle abgerissen. 1933 gab es noch eine Bockwindmühle auf einem dünenartigen Sandhügel, die auf elektrischen Betrieb umgebaut wurde.
Bis 1387 soll hier eine Burg existiert haben, die von den Söldnern des Erzbischofs Alberti zerschlagen wurde.
Von 1937 bis 1945 stand am Ortsausgang links der Chaussee nach Wartenberg ein Reichsarbeitsdienstlager. Aufgabe war die Regulierung des Secantsgrabens auf einer Länge von 25 Kilometern.
In Berkau war bis zur Stilllegung der Strecke im Jahr 2001 ein Haltepunkt an der Bahnstrecke Hohenwulsch–Wittingen, die anfangs zur Altmärkischen Kleinbahn gehörte.

### Herkunft des Ortsnamens
Aleksander Brückner leitete 1879 den Namen 1420 berkow von den altslawischen Wörtern „bór“ für „Kiefernwald“ oder „borь“ für „Kampf“ ab.
Franz Mertens meinte 1956, die Namen 1238 Berquide, 1344 berkowe, 1540 berthkow könnten sich auf den wendischen (slavischen) Familiennamen „Bershaus“ beziehen oder „Bienenstockplatz“ bedeuten.
Der Name ist möglicherweise deutschen Ursprungs, wie Renate Pieper 2019 schrieb. Berkau könnte auf eine „Au mit Birken“ hinweisen.

### Archäologie
Im Jahre 1910 wurde von einem Gräberfeld mit Urnen bei Berkau berichtet. 21 Gefäße hatte größtenteils ein Briefträger geborgen. Die Grabung wurde vom Museum für Natur- und Heimatkunde zu Magdeburg durchgeführt, das sie in die zweite Hälfte der römischen Kaiserzeit datierte. Die Funde kamen später in das Kulturhistorische Museum Magdeburg. Andere Funde aus Berkau, darunter eine zierliche Armbrustfibel, lagen 1910 in der Sammlung Müller zu Kalbe an der Milde. Später erfolgten weitere Untersuchungen, einige Funde wie Fibeln und Perlen gingen an das Altmärkische Museum in Stendal.

### Eingemeindungen
Ursprünglich gehörte das Dorf zum Stendalischen Kreis der Mark Brandenburg in der Altmark. Zwischen 1807 und 1813 lag der Ort im Kanton Bismark im Distrikt Stendal auf dem Territorium des napoleonischen Königreichs Westphalen. Ab 1816 gehörte die Gemeinde zum Landkreis Stendal.
Berkau wurde am 25. Juli 1952 dem Kreis Kalbe (Milde) zugeordnet. Mit der Auflösung des Kreises am 1. Januar 1988 kam Berkau zum Kreis Gardelegen. Nach dessen Auflösung am 1. Juli 1994 kam Berkau schließlich wie früher zum Landkreis Stendal.
Am 21. Dezember 1973 war die Gemeinde Wartenberg in die Gemeinde Berkau eingemeindet worden.
Bis zum 31. Dezember 2009 war Berkau eine selbständige Gemeinde mit dem zugehörigen Ortsteil Wartenberg und gehörte der jetzt aufgelösten Verwaltungsgemeinschaft Bismark/Kläden an.
Der Gemeinderat der Gemeinde Berkau beschloss am 15. Juni 2009 die Zustimmung zu einem Gebietsänderungsvertrag, wodurch ihre Gemeinde aufgelöst und Teil einer neuen Einheitsgemeinde mit dem Namen Stadt Bismark (Altmark) wurde. Dieser Vertrag wurde vom Landkreis als unterer Kommunalaufsichtsbehörde genehmigt und trat am 1. Januar 2010 in Kraft.
In der eingeflossenen Gemeinde und nunmehrigen Ortschaft Berkau wird ein Ortschaftsrat mit fünf Mitgliedern einschließlich Ortsbürgermeister gebildet.

### Einwohnerentwicklung

#### Gemeinde
| Jahr | Einwohner |
| ---- | --------- |
| 1734 | 268       |
| 1772 | 198       |
| 1790 | 252       |
| 1798 | 272       |
| 1801 | 258       |
| 1818 | 304       |
| 1840 | 369       |
| 1864 | 458       |
| 1871 | 457       |

| Jahr | Einwohner |
| ---- | --------- |
| 1885 | 543       |
| 1892 | [0]545    |
| 1895 | 550       |
| 1900 | [0]533    |
| 1905 | 575       |
| 1910 | [0]591    |
| 1925 | 575       |
| 1939 | 492       |
| 1946 | 688       |

| Jahr | Einwohner |
| ---- | --------- |
| 1964 | 456       |
| 1971 | 432       |
| 1981 | 555       |
| 1985 | [00]538   |
| 1990 | [00]529   |
| 1993 | 525       |
| 1996 | [00]490   |
| 1998 | [00]490   |
| 2000 | [00]497   |

| Jahr | Einwohner |
| ---- | --------- |
| 2004 | [00]493   |
| 2006 | [00]485   |
| 2008 | [00]484   |
| 2009 | [00]473   |

Quelle, wenn nicht angegeben, bis 1993:

#### Ortsteil
| Jahr | Einwohner |
| ---- | --------- |
| 2018 | [00]334   |
| 2020 | [00]316   |
| 2021 | [00]315   |
| 2022 | [0]317    |
| 2023 | [0]309    |

## Religion
Die evangelische Kirchengemeinde Berkau, die früher zur Pfarrei Berkau bei Bismark gehörte, wird heute betreut vom Pfarrbereich Garlipp im Kirchenkreis Stendal im Bischofssprengel Magdeburg der Evangelischen Kirche in Mitteldeutschland.
Ursprünglich bestand die evangelische Pfarrei Berkau aus den Kirchengemeinden Berkau, Wartenberg und Karritz. Die Kirchengemeinden Berkau mit Karritz und Wartenberg gehörten ab 1958 zur Pfarrei Kremkau.
Die ältesten überlieferten Kirchenbücher für Berkau stammen aus dem Jahre 1681.
Die katholischen Christen gehören zur Pfarrei St. Anna in Stendal im Dekanat Stendal im Bistum Magdeburg.

## Politik

### Ortsbürgermeisterin
Ortsbürgermeisterin der Ortschaft Berkau ist seit 2011 Ines Pagels.
Letzter Bürgermeister der Gemeinde war Karl-Walter Reichhelm.

### Ortschaftsrat
Die Ortschaftsratswahl am 9. Juni 2024 stellte sich die Wählergemeinschaft Berkau zur Wahl. Sie konnte wie im Jahre 2019 alle Sitze besetzen.
Gewählt wurden eine Ortschaftsrätin und 4 Räte. Von 345 Wahlberechtigten hatten 218 ihre Stimme abgegeben, die Wahlbeteiligung betrug damit 63,19 Prozent.

## Kultur und Sehenswürdigkeiten
- Die evangelische Dorfkirche Berkau, ein im Kern romanischer Feldsteinbau aus der Mitte des 13. Jahrhunderts, hat einen neugotischen Westturm aus Sandstein,[31] eine Orgel und einen barocken Taufengel aus der Zeit um 1710. Zwei Bronzeglocken von 1509 und 1514 im Turmgeschoss stammen vom Magdeburger Glockengießer Claus Backmester.[32] Der Taufengel wurde 2018 restauriert. Er ist einer der wenigen Taufengel, der weibliche Züge trägt.[10]
- Die Kirche steht auf dem Ortsfriedhof.
- Das Sühnekreuz Berkau ist ein lateinisches Kalksteinkreuz mit gotischen Formen aus der ersten Hälfte des 15. Jahrhunderts. Es steht an einer Kreuzung am östlichen Dorfende, wo sich früher die Wege nach Bismark, Poritz und Wartenberg kreuzten.[33][34][11]
- In Berkau steht auf dem 1923 angelegten Ehrenfriedhof ein Denkmal für die Gefallenen des Ersten Weltkrieges, ein großer Findling mit Widmung auf einem Hügel umkreist von Feldsteinen mit den Namen der Gefallenen.[35][10]
- Ein Postmeilenstein im Ort steht unter Denkmalschutz.[4]

## Wirtschaft und Infrastruktur

### Verkehr
An der Ortschaft vorbei führt die L 27 und die L 21. Durch Berkau führt die Kreisstraße 1096 von Kremkau nach Bismark (Altmark).
Der nächste Bahnhof befindet sich im 8 Kilometer entfernten Hohenwulsch (Bahnlinie Stendal–Salzwedel).
Es verkehren Linienbusse und Rufbusse von stendalbus.

## Sage aus Berkau
Um das Sühnekreuz ranken sich einige Sagen. Alfred Pohlmann zitierte eine Sage aus dem Altmärkischen Intelligenz- und Leseblatt vom 29. Juni 1898. Vor ein paar hundert Jahren wollten die Berkauer eine neue Glocke beschaffen und ließen einen Glockenbauer kommen. Neben der Sandgrube, wo das Kreuz heute steht, begann der Glockengießer sein Werk. Ihm fehlte für den Guss noch eine Zutat, die er aus Bismark holen wollte. Der Lehrling bewachte den Ofen, öffnete ihn und goss das flüssige Metall in die Form. Als der Meister zurückkehrte, war die Glocke fertig. Aus Zorn darüber erschlug der Glockengießer bei seiner Rückkehr den Lehrling. Zur Strafe musste er ein Kreuz über seinem Grab errichten lassen.
Der Lehrer Lehrmann überlieferte 1908 eine andere Version, die ihm ein alter Bismarker Bürger berichtet hatte. Zur Zeit des Wunderblutes von Wilsnack hatte Bismark ein wundertätiges Kreuz, an das noch heute die Goldene Laus erinnert. Unter den Wallfahrern, die das wundertätige Kreuz nach Bismark lockte, soll ein Mord vorgekommen sein, infolgedessen der Papst den Ort mit dem Interdikt belegt hätte. In dieser Zeit soll nun das Kreuz nach Berkau geschafft worden sein.
Renate Pieper ergänzte 2019 die Überlieferung der Sage: Es sei aber auch Gesetz gewesen, dass man nicht zu einer Kirche pilgern darf, in deren Nähe ein Sühnekreuz steht. Um nicht auf ihre Einnahmen aus der Wallfahrt verzichten zu müssen, schafften die Bismarker das Kreuz bei „Nacht und Nebel“ nach Berkau, wo es wieder aufgestellt wurde.